# プリンターズ・マーク
プリンターズ・マーク（printer's mark) は15世紀頃からヨーロッパの印刷業者が使い始めた図案で、家格を示す紋章・出版物の商標などとして用いられた。

## 例

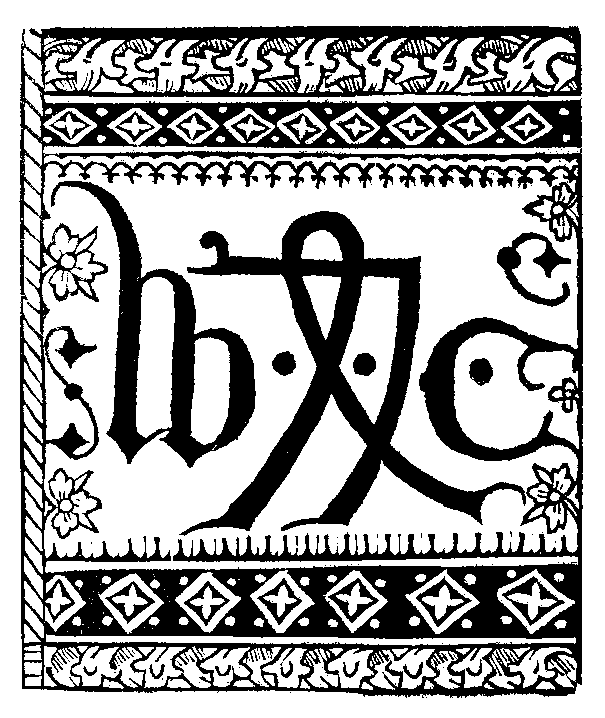
ウィリアム・キャクストン
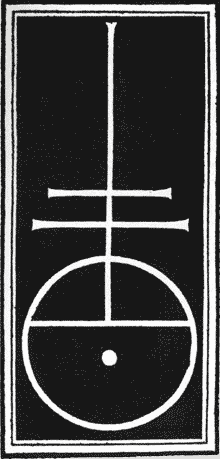
ニコラ・ジャンソン
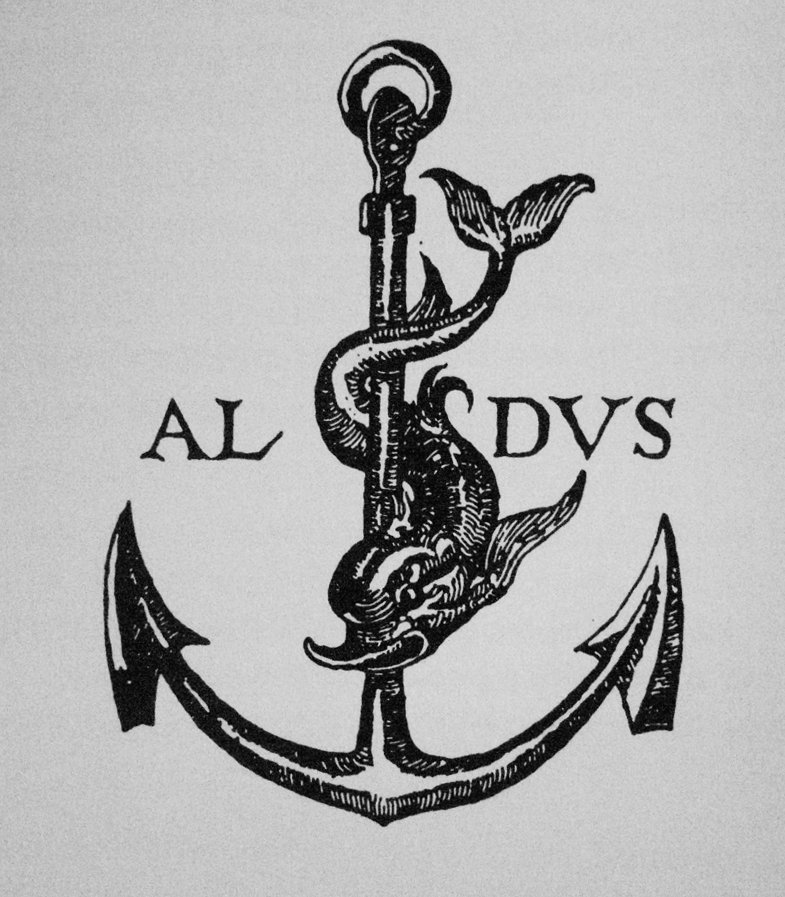
アルドゥス・マヌティウス
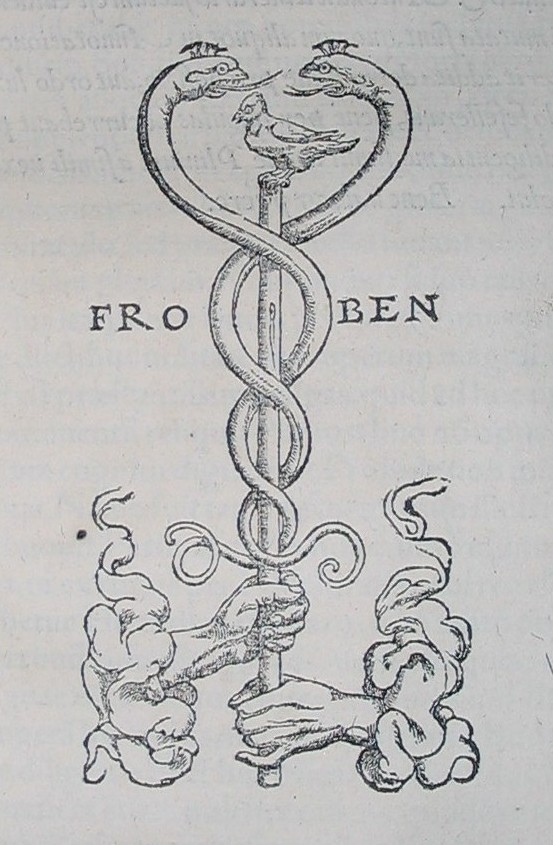
ヨハネス・フローベン（英語版）
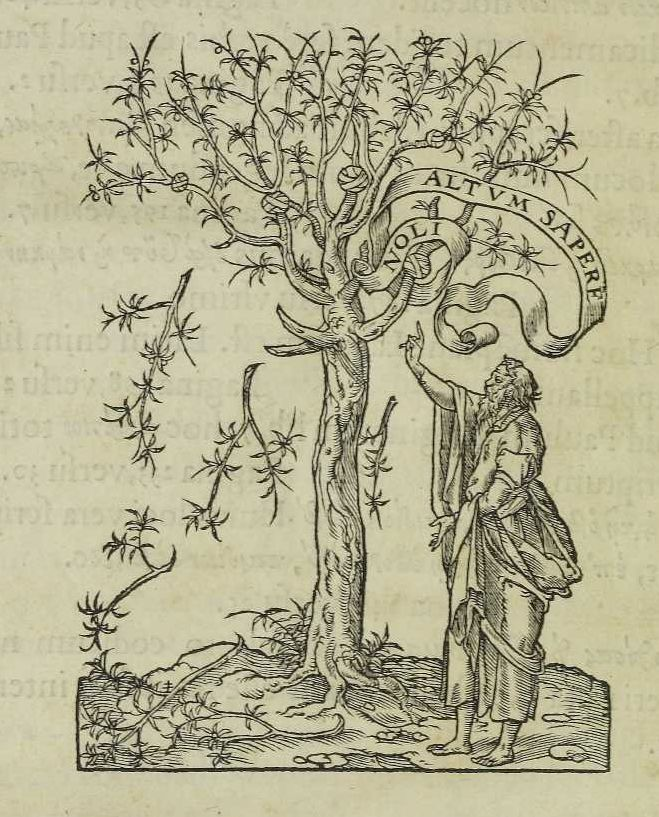
ロベール・エティエンヌ
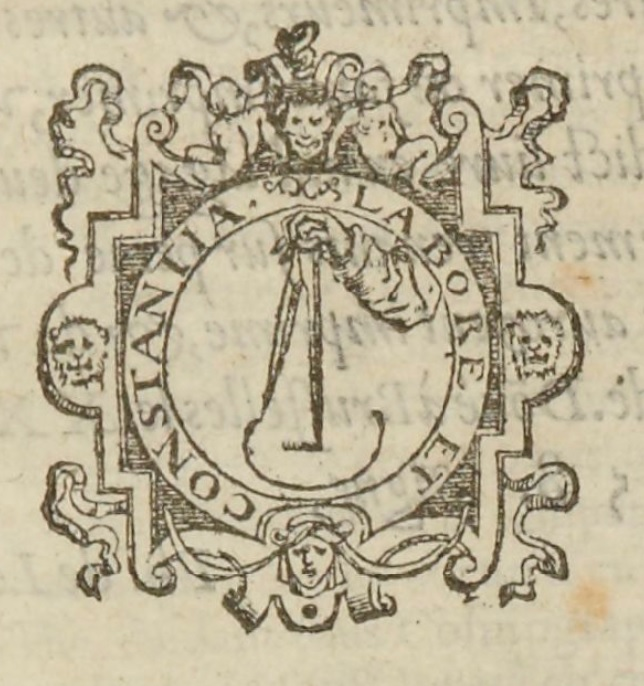
クリストフ・プランタン